# Jamaicas arbetarparti
Jamaicas arbetarparti, Jamaica Labour Party (JLP) är ett borgerligt politiskt parti i Jamaica, bildat den 8 juli 1943 som politisk gren av fackföreningsrörelsen Bustamante Industrial Trade Union (BITU). Banden mellan JLP och BITU är fortfarande starka.
JLP är medlem av Caribbean Democrat Union.
Partiet bekämpade, under ledning av grundaren Alexander Bustamante, den engelska kolonialmakten och den Västindiska federationen. När Jamaica 1962 blev självständigt vann JLP de första fria valen med 26 av de 45 mandaten i parlamentet. Bustamante utsågs till landets förste statsminister men tvingades i februari 1964 dra sig tillbaka från politiken på grund av sjukdom. I praktiken kom då finansministern Donald Sangster att axla ansvaret som premiärminister och partiledare.
I nästa parlamentsval, den  21 februari 1967 behöll JLP makten (med 33 av 53 mandat). Donald Sangster utsågs till regeringsbildare men dog den 11 april och efterträddes då av Hugh Shearer.
Landets tredje parlamentsval, den 29 februari 1972, resulterade i en förlust för JLP som fick 43,4 % av rösterna och fick lämna över makten till Nationalistpartiet (PNP) som satt kvar vid makten till 1980 då JLP återtog styret under ledning av Edward Seaga. Valet 1983 bojkottades av PNP, JLP erövrade samtliga 60 platser i parlamentet och Seaga satt kvar som premiärminister. 
1989 återtog PNP makten och behöll den till september 2007 då JLP vann 33 av de 60 platserna i parlamentet och partiledaren Bruce Golding blev premiärminister. Golding avgick 2011 som partiledare och premiärminister och efterträddes den 23 oktober av Andrew Holness. En utlandsskuld på 120 % av BNP tvingade dock Holness att efter bara två månader utlysa nyval.
JLP förlorade parlamentsvalet den 29 december 2011 och Holness blev därmed den mest kortlivade premiärministern i Karibiens historia.

## Partiledare
- Alexander Bustamante (1943–1974)
- Edward Seaga  (1974–2005)
- Bruce Golding (2007–2011)
- Andrew Holness (2011–)